# غايتانو دي جينارو
غايتانو دي جينارو (بالبرتغالية: Gaetano De Gennaro‏) هو نحات ورسام برازيلي، ولد في 1 مارس 1890 في نابولي في إيطاليا، وتوفي في 21 مايو 1959 في ساو باولو في البرازيل.